# Institut du Marais-Charlemagne-Pollès
 (décembre 2018).
Si vous disposez d'ouvrages ou d'articles de référence ou si vous connaissez des sites web de qualité traitant du thème abordé ici, merci de compléter l'article en donnant les références utiles à sa vérifiabilité et en les liant à la section « Notes et références ».
L'Institut du Marais-Charlemagne-Pollès ou IMCP,, est un groupe de formation constitué d'un établissement d’enseignement privé, laïc et hors contrat parisien maintenant officiellement dit « indépendant » et d'un centre de formation supérieur. Créé en 1966, il est l’héritier du Cours Pollès ainsi que du Cours Charlemagne. 

## Histoire du lycée
Après la Seconde Guerre mondiale, les besoins en matière éducative étaient nombreux. Dans ce contexte, les premières écoles privées hors contrat laïques apparaissent progressivement.
Ancien secrétaire particulier d'Henri Bergson, André Pollès développe les cours Pollès entre 1946 et 1969, avec plusieurs implantations : Cours Bergson, rue Mayran (75009) - Pollès - Neuilly, Pollès - Petites-Ecuries, Pollès - Italie, Pollès - Lecourbe, Pollès - Rocher, etc.
Au début des années soixante, à Saint-Germain-des-Prés, Monsieur Delaunay crée le cours Charlemagne. À sa mort, Monsieur Gaïsset en assure la direction. A cette époque, ces établissements sont nommés : « Boîtes à Bac ».
L’Institut du Marais est créé en 1966 au 17 rue St Gilles Paris 3e par Gérard Delrieu, Claude Delrieu et Jean-Pierre Mello. Cet établissement s’inscrit dans la continuité du cours Pollès et du cours Charlemagne.
Repris par des anciens élèves en 1996, l’Institut du Marais est rejoint par le cours Pollès - Rocher, puis par le cours Charlemagne. Depuis cette date, l’Institut du Marais–Charlemagne–Pollès propose un enseignement de la seconde à la terminale. Puis en supérieur du BTS au bac+5.  

## Histoire du supérieur
En 1996, la décision est prise de développer une offre de formation dans le supérieur. Cela veut dire ouvrir un organisme proposant des formations de BTS, bac+3 et bac+5 d'abord pour permettre à la population étudiante du lycée ensuite pour un public extérieur.

### Années 1990
Sous la supervision du Directeur Général, la Directrice Mme Tapiéro accompagnée par M Thiberge  va former un tandem d'action sur près de 20 ans. Au tout début l'IMCP propose des formations qualifiantes puis un BTS (Action Commerciale). Les classes se remplissent et le portefeuille de formation va s'étendre aux BTS Assistante de Direction et Assistante de Gestion. L'école d'abord installée dans des bureaux du lycée va s'installer dans des locaux de taille moyenne Rue Yves Toudic à proximité du siège social.

### Années 2000
Le développement de l'activité va amener l'école à chercher des locaux plus adaptés. Elle va s'installer à partir de 2003 dans des locaux de 400 m2 (qu'elle occupe encore à ce jour) au 14 rue de Lancry dans le 10e arrondissement, à 2 min de la place de la République. 
En 2004, devant la crise des contrats de qualification, l'école va décider d'ouvrir ses portes aux élèves en formation initiale, c'est-à-dire finançant les études ce qui est encore le cas ce jour. 
À partir de 2006, le tandem mettra en place un BTS supplémentaire le NDRC et par la suite ce seront aussi le BTS Comptabilité Gestion et le BTS Informatique de Gestion (devenu par la suite le BTS SIO). Cette diversification est le fruit d'une stratégie voulue. Mais en 2008, ce sera à la demande des élèves de BTS que Philippe Thiberge mettra en place une classe de bac+3 en préparant un diplôme d'une école partenaire. À la fin des années 2000, l'école est solidement implantée mais a subi de plein fouet les conséquences sur le marché de l'emploi de la crise économique de 2008 et pour continuer à se développer va devoir poursuivre la mise en place de grandes décisions stratégiques.

### Années 2010
Cette décennie voit divers choix se mettre, le départ d'Hélène Tapiéro, la nomination de Philippe Thiberge comme directeur chargé du développement de l'école (en 2016) et l'arrivée de Nicolas Erambert comme Directeur Pédagogique (en 2020).
La certification qualité.
L'école va dans un premier temps s'engager dans la certification DataDock dès 2016. Cette certification déclarative valide des process mis en place pour la qualité de la formation. L'IMCP sera audité en 2020 comme tous les centres de formation certifié sur déclaration et aura un taux de réussite de 98% à cet audit. En 2020 l'IMCP demande la certification Qualiopi. Là encore l'école sera audité en Juin 2021 et recevra la certification avec 100% des critères de qualité reconnus comme valides. Cette validation des process reconnue en 2015,2020 et 2021 s'inscrit dans une volonté de s'inscrire durablement dans une démarche d'exigence. Pour continuer ainsi à partir de Septembre 2021 l'école fait appel de manière récurrente à une consultante qualité externe.
La certification professionnelle.
Alors que le choix avait été fait en 2008 de proposer un bac+3 d'une école partenaire, Philippe Thiberge va écrire un titre inscrit au RNCP en 2017 par la CNCP et renouvelé en 2020. C'est le bac+3 Responsable de Développement Commercial,,. L'école propose aussi désormais un bac+5 manager d'affaires. Et d'autres titres sont en cours de préparation.
Les partenariats
Afin d'asseoir une visibilité au niveau national l'IMCP a décidé de mettre en place dès 2017 a mutualisation de ces titres auprès d'autres écoles. D'abord réalisé en interne seulement , cette mutualisation est désormais co-construite par une agence ( la plateforme ADMTC); C'est aujourd'hui un réseau permettant de disposer chaque année de centaines de candidats sur l'ensemble du territoire national présentant les épreuves du bac+3 responsable de développement commercial. Ces titres sont aussi disponibles en VAE.
En 2018 un partenariat est signé avec International Consulting pour accueillir des étudiants du Continent Africain (une centaine de candidats inscrits à la rentrée 2021). Un partenariat avec été signé avec un CFA lors de la réforme de la formation professionnelle pour que celui-ci porte les contrats d'apprentissage de l'IMCP. Depuis 2019 l'IMCP est devenu CFA à part entière et peut donc désormais proposer des contrats d'apprentissage, de professionnalisation et de formation initiale. D'autres partenariats existent afin de permettre aux étudiants de suivre leur formation dans de bonnes conditions.

### Cursus proposés en 2024
Baccalauréat général :
Mathématiques, sciences physiques, SVT, SES, HGGSP, HLP, LLCE, NSI, cinéma audiovisuel.
Baccalauréat STMG :
Spécialité mercatique.
BTS :
Comptabilité gestion, management commercial opérationnel, négociation et digitalisation de la relation client, service informatique aux organisations, gestion de la PME.
Niveau 6 (bac+3) :
Chargé de communication plurimédia parcours stratégie et communication digitale, responsable de développement commercial, gestionnaire comptable et financier, gestionnaire de la sécurité des données, des réseaux et des systèmes.
Niveau 7 (bac+5) :
Manager du développement commercial.

## Éléments d’architecture

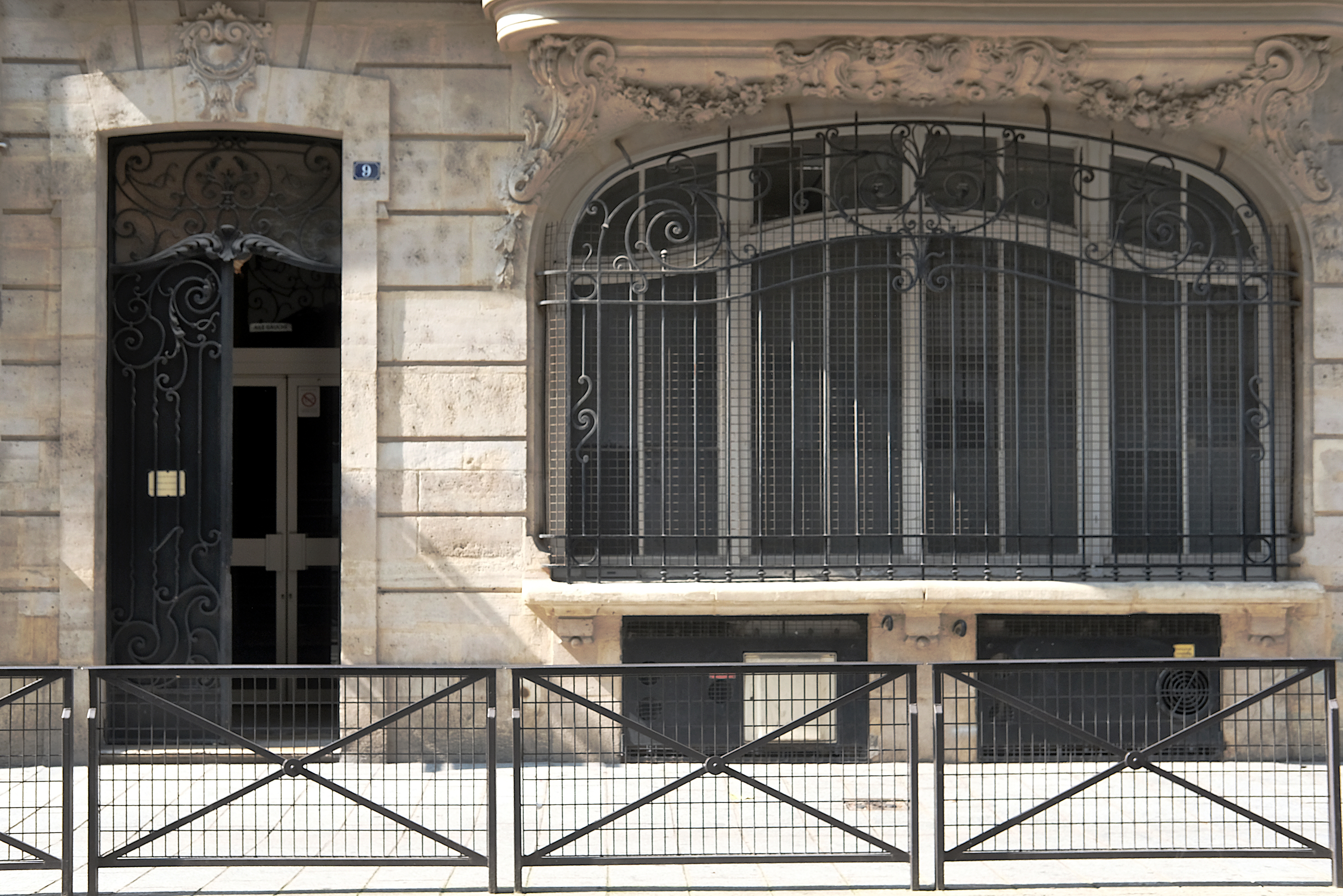
Le numéro 9 de la rue Dieu (Paris 10e).

L’Institut du Marais-Charlemagne-Pollès est situé dans un hôtel particulier du XIXe siècle de style néo-classique situé 9 rue Dieu dans le 10e arrondissement de Paris. La façade et l’immeuble sont classés du fait de leur proximité avec le canal Saint-Martin. L'école située rue de Lancry dans le 10e arrondissement occupe environ 400 m² au rez-de-chaussée d'un immeuble.

## Personnalités liées à l'Institut
- Jean-Marie Rouart : romancier, essayiste, chroniqueur et académicien
- Cyril Hanouna : chroniqueur, acteur, chanteur, scénariste et humoriste
- Daphné Roulier : journaliste et animatrice de télévision et de radio
- Patrick Pons : pilote et champion du monde de moto
- Franck Prazan : collectionneur, marchand d'art et galeriste
- Félicité Herzog : conseillère en affaires, administrateur de société, écrivain
- Michaël Prazan : cinéaste
- Benoist de Sinety : évêque
- Anthony Delon : acteur
- Laurent Malet : acteur
- Sandrine Kiberlain : actrice
- Alexandre Brasseur : acteur
- Benjamin Castaldi : animateur de télévision et de radio, producteur
- Arno Klarsfeld : avocat
- Frédéric Joly : animateur de télévision, producteur
- Simon Allix : réalisateur et écrivain français
- Louis Chedid : auteur-compositeur-interprète, écrivain et réalisateur